# Ayat Al-Akhras
Ayat al-Akhras (... – 19 marzo 2002) è stata una terrorista palestinese, la terza e la più giovane fra le donne kamikaze palestinesi.
Il 19 marzo del 2002, a 18 anni appena compiuti, si fece esplodere alla vigilia della pasqua ebraica in un affollato supermercato a Kiryat Ha Yovel in Gerusalemme. L'attentato ebbe un'enorme eco a livello internazionale non solo a causa della giovane età della ragazza, ma anche perché insieme a lei esplose una sua coetanea israeliana. 
Il presidente George W. Bush dichiarò: "Quando una ragazza palestinese di 18 anni si fa esplodere e in questo uccide una ragazza israeliana di 17 anni, è il futuro stesso che muore".

## Infanzia e ambiente familiare
Akhras era cresciuta nel campo profughi di Deheishe a Betlemme, figlia di profughi palestinesi cresciuti essi stessi nella tenda di un campo nella Striscia di Gaza, dopo essere fuggiti dal loro villaggio dopo l'esito della guerra arabo-israeliana del 1948. Quando Israele dopo la guerra del 1967 assunse il controllo della città di Gaza, la famiglia di Akhras, composta di quattro figli maschi e sette femmine, si trasferì nel campo di Deheishe. Il padre trovò lavoro presso una ditta di costruzioni israeliana. Ayat era un'ottima studentessa e sognava di andare all'università e diventare giornalista. Nel 2001 si era fidanzata e avrebbe dovuto sposarsi nel luglio del 2002.

## La preparazione alla violenza
Durante la Prima Intifada, iniziata nel 1987, il fratello maggiore di Akhras fu arrestato due volte per aver attaccato soldati israeliani.  Durante la Seconda Intifada, iniziata nel 2000, componenti della sua famiglia furono uccisi o feriti dall'Esercito Israeliano. L'8 marzo del 2002, un amico e vicino di casa di Akhras fu ucciso, mentre stava giocando in casa con i suoi bambini, da un proiettile vagante fatto esplodere dai soldati israeliani nella strada sottostante
Queste esperienze traumatiche spinsero Ayat a cercare il contatto con i gruppi di resistenza palestinese.
Fu accettata dalle Brigate dei Martiri di Al-Aqsa, un gruppo legato al braccio armato di Fatah (il partito di Yasser Arafat), più laico di Hamas. Il gruppo aveva già usato con successo donne in attacchi suicidi contro Israele. Ayat fu addestrata brevemente prima di essere inviata a compiere la sua azione a Kiryat Yovel, nella periferia sud di Gerusalemme. Prima del suo attacco, registrò un video in cui fra l'altro diceva: "Io dico ai leader arabi di smettere di dormire! Smettere di mancare al loro dovere! Vergogna agli eserciti arabi che se ne stanno seduti a guardare le ragazze palestinesi che combattono mentre loro dormono!". 

## L'attacco suicida e le vittime

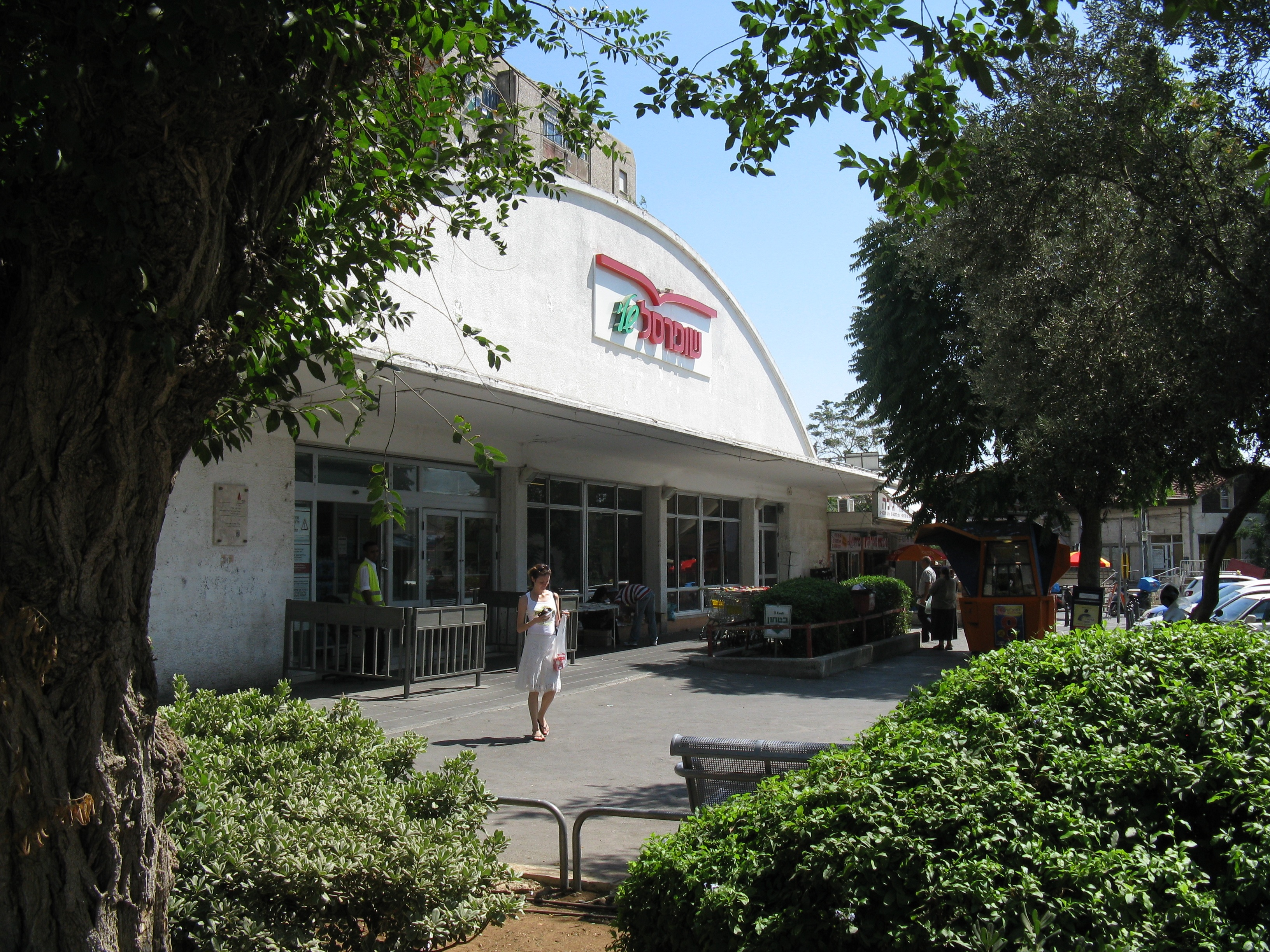
L'entrata al supermercato di Kiryat HaYovel, dove Akhras si fece esplodere uccidendo 2 persone.

Il 29 marzo del 2002, Ayat al-Akhras fu condotta al supermercato di Kiryat HaYovel da un'altra recente recluta del gruppo, Ibrahim Sarahne, che aveva tempo addietro lavorato in quel supermercato. I due attraversarono un posto di blocco israeliano con la cintura esplosiva messa in una borsa fra i piedi di Akhras sul pavimento della macchina.
Akhras entrò nel supermercato nello stesso momento in cui vi entrava Rachel Levy, la diciassettenne israeliana che morì nello scoppio insieme alla guardia di sicurezza di 55 anni Haim Smadar  che aveva tentato di fermarla. Smadar era stato messo in sospetto perché aveva visto due donne arabe che solitamente vendevano verdura in un banchetto di fronte al supermercato, allontanarsi dopo che Akhras aveva detto loro qualcosa. L'azione di Smadar salvò molte vite, avendo impedito ad Ayat di addentrarsi all'interno del supermercato affollato.
Nel febbraio del 2014 Israele ha restituito i resti di Ayat alla famiglia, all'interno di un patto di scambio, consentendo loro di darle un funerale.

## Il romanzo
Prima di lasciarsi, di Gabriella Ambrosio, è un romanzo ispirato alla storia di quest'attentato. Il libro narra le ultime 7 ore prima dell'attentato, seguendo i passi e le ragioni della giovane kamikaze, della guardia di sicurezza israeliana che cercherà di fermarla e della ragazza israeliana che si troverà sul luogo al momento dell'esplosione. Assumendo i diversi punti di vista dei tre principali caratteri e delle persone che incontrano, il libro cerca di tracciare un quadro della complessa realtà politica e umana della regione.
Il romanzo, tradotto in varie lingue, è stato anche pubblicato sia in arabo che in ebraico nel 2008, e adottato da scuole di entrambi i popoli, università e ONG della regione.
In un'intervista rilasciata in Israele, Ambrosio ha dichiarato di essere stata spinta a investigare e a scrivere su questa storia dopo aver saputo che, a causa della straordinaria somiglianza fra le due ragazze coinvolte nell'esplosione, una palestinese, l'altra israeliana, nella confusione seguita all'attentato i notiziari israeliani avevano parlato a lungo di due sorelle kamikaze.
Il libro, premiato al Festival du Premier Romance di Chambéry in Francia, è stato pubblicato in UK, Irlanda, Australia, Nuova Zelanda col titolo di Before we say goodbye, in Francia come Deuze heures avant, in Germania come Der Himmel uber Jerusalem, in Spagna come Antes de despedirnos, oltre che in paesi come la Grecia, la Turchia, la Corea del Sud, la Cina. In alcuni paesi è sponsorizzato da Amnesty International.
Viene attualmente studiato in diverse università in UK e Canada come esempio di relazione fra letteratura e diritti umani.

## Il documentario
To Die in Jerusalem (Morire a Gerusalemme), è un documentario HBO del 2007 sulla storia di Ayat al-Akhras. Il film documenta anche gli sforzi della madre di Rachel, Avigail Levy, che non era comunque mossa da intenzioni di conciliazione, di incontrare Um Samir al-Akhras, madre di Ayat.